# Олимпия (Париж)
Вижте пояснителната страница за други значения на Олимпия.
„Олѝмпия“ (на френски: Olympia) е концертна зала (мюзикхол), намираща се в Париж, Франция, 9-и арондисман (район).
Това е най-старата действаща зала в Париж и една от най-популярните в света. Лесно се разпознава по големите червени букви на фасадата.
В нея са изнасяли концерти и представления едни от най-известните изпълнители в света. През 1964 г. концерт изнасят „Бийтълс“ заедно със Силви Вартан. Други известни изпълнители, които са имали представления тук, са Арета Франклин, Далида, Дейвид Боуи, „Джаксънс Файв“, Джеймс Браун, Джими Хендрикс, Джони Холидей, Джуди Гарланд, „Дийп Пърпъл“,Блек Сабет Едит Пиаф, Жак Брел, Жилбер Беко, Жо Дасен, Жозефин Бекер, Ив Монтан, Карлос Сантана, „Лед Цепелин“, Луис Армстронг, Лучано Павароти, Алла Пугачова, Мадона, Мирей Матийо, Нели Фуртадо, „Пинк Флойд“, Пол Маккартни, „Ролинг Стоунс“, Салваторе Адамо, Селин Дион, Франк Синатра, Хулио Иглесиас, Шарл Азнавур и др.
На 9 януари 2009 г. в зала „Олимпия“ концерт изнася и Лили Иванова. През март 2013 г. Мария Илиева е единственият гост-изпълнител на европейското турне на Тони Карейра.
Освен концерти в „Олимпия“ се представят циркови, балетни и оперетни спектакли. Известно време служи и като киносалон.

## История
През 1888 г. Хосеп Олер, основателят на „Мулен Руж“, построява увеселително влакче в двора на сграда, която гледа към булевард „Капюсин“ № 28. Тогавашният шеф на полицията в Париж, Анри Лозе, боейки се направеното от дърво влакче да не се запали, издава заповед аткрацията да бъде затворена. На негово място Олер построява съвременната зала „Олимпия“ с капацитет от 2000 места.
Залата е открита на 11 април 1893 година и първата вечер шоу изнасят танцьорката на канкан Ла Гулю, американската танцьорка Лои Фулър и италианският актьор Леополдо Фреголи.